# Székely László (előadóművész)

Székely László (Pécs, 1959. június 24. –) költő, Kazinczy-érmes előadóművész

## Munkássága
Bölcsész, korábban könyvkiadó (saját szerkesztésében jelentette meg számos magyar nagyváros ortofotó-térképes atlaszát), majd az MTA munkatársa, jelenleg független előadóművész, költő. Számos szállal kötődik a történelmi Magyarországhoz, ez nemzetegyesítő, verses kultúrmissziójának eredete. Rendszeresen tart előadásokat, műsoros esteket saját verseiből, dalaiból, műfordításaiból határokon innen és túl.
Lírájában következetesen alkalmaz klasszikus versformákkal színesített elemeket: archaizmusokat, nyelvtörőket, szójátékokat, alliterációkat, változatos ritmusokat, rímképleteket. A 2015-ben megjelent Kárpát körút kötetének címében megjelenő szám a versekben rejtőző 777 földrajzi névre utal, melyek különböző mondatrészekké alakulva színesítik formavilágát. A könyvvel azonos címmel szerkesztett műsorát több mint száz alkalommal adta elő a történelmi Magyarország területén templomokban, közművelődési intézményekben.
Külföldi utazásai számos európai, főleg orosz témájú versét és dalát ihlették. Írt többek közt Puskin párbajáról, rímekkel zanzásította Gogol Köpönyegét, Bulgakov A Mester és Margaritáját. Alekszej Fatyjanov verseinek és dalainak ő az első magyar műfordítója és előadója. Dalszövegeit gyakran alteregója, Pityeri Vászka nevében írja, Vászka az Arbaton címmel saját előadásában sikeres monodrámát írt. Magyar zeneszerzője Fogarasy Attila, akivel bor- és gyermekdalokat is szerez.
2019 júliusában részt vett Oroszországban az Alekszej Fatyjanov születésének 100. évfordulójára rendezett ünnepségeken, ahol első magyar műfordítójaként a költő dalait és verseit adta elő magyar nyelven több helyszínen, élő orosz tv-adásban is. Ugyancsak elsőként fordítja a moszkvai zeneszerző-énekesnő, Natalja Csernih dalait, verseit. E két alkotó műveiből készült két nyelvű, Szívemben zeng egy dallam – Звучать начинает мелодия címmel fordításkötete és zenei CD-je 2021-ben látott napvilágot. 
Az interneten sokáig Csapszéky Csöpi álnéven limerickeket publikált, e kötött versformát azóta gyakran alkalmazza az eredetitől eltérő témák feldolgozására.

## Megjelent könyvei
- Pécs exkluzív ortofotó-atlasza (Székely és Társa Kiadó, Pécs, 1998.)
- Baranya exkluzív városatlasza (Székely és Társa Kiadó, Pécs, 1999.)
- Budapest ortofotók (Székely és Társa Kiadó, Pécs, 2001., 2004.)
- Pécs ortofotók (Székely és Társa Kiadó, Pécs, 2001.)
- Győr-Moson-Sopron ortofotók (Székely és Társa Kiadó, Pécs, 2001.)
- Nyíregyháza ortofotók (Székely és Társa Kiadó, Pécs, 2001.)
- Sopron ortofotók (Székely és Társa Kiadó, Pécs, 2002.)
- Balaton ortofotók (Székely és Társa Kiadó, Pécs, 2003.)
- Városunk Dabas (Székely és Társa Kiadó, Pécs, 2006.)
- Kárpát körút 777 – versek (Verso Kiadó, Pécs, 2015.)
- Szívemben zeng egy dallam – Звучать начинает мелодия (Kultúrá-Ért Alapítvány, Pécs, 2021.)

## Díjai, elismerései
- Kazinczy-érem – Szép magyar beszéd verseny (1976)
- Vásárdíj (Pécs Expo, 1998)
- Baranya Megye Közgyűlésének különdíja (Pécs Expo, 1998)
- A legszebb magyar térkép díj, meghívás a Frankfurti Könyvvásárra – Szép magyar térkép pályázat (1998)[1]
- 2. díj – Szép magyar térkép pályázat (2001)[2]
- Az ismeretterjesztő kategória díja – Szép magyar könyv verseny (2001)
- Miniszterelnöki különdíj – Szép magyar könyv verseny (2001)[3]
- Kivitelezési díj – Pro typographia verseny (2002)
- Balaton marketingdíj – (2004)